# Torgölen (Västra Hargs socken, Östergötland)
Torgölen är en sjö i Mjölby kommun i Östergötland och ingår i Motala ströms huvudavrinningsområde.